# Sceliphron jamaicense
Sceliphron jamaicense är en biart som först beskrevs av Fabricius 1775.  Sceliphron jamaicense ingår i släktet Sceliphron och familjen grävsteklar.

## Underarter
Arten delas in i följande underarter:
- S. j. jamaicense
- S. j. lucae